# L'Écouvotte
L'Écouvotte är en kommun i departementet Doubs i regionen Bourgogne-Franche-Comté i östra Frankrike. Kommunen ligger i kantonen Roulans som tillhör arrondissementet Besançon. År 2022 hade L'Écouvotte 97 invånare.

## Befolkningsutveckling
Antalet invånare i kommunen L'Écouvotte
Referens:INSEE